# 5302 Romanoserra
5302 Romanoserra è un asteroide della fascia principale. Scoperto nel 1976, presenta un'orbita caratterizzata da un semiasse maggiore pari a 2,3320256 UA e da un'eccentricità di 0,0371153, inclinata di 2,14662° rispetto all'eclittica.